# Форбант (сын Триопа)
Форбант (др.-греч. Φόρβας) — сын Триопа, отец Пеллена (по аргивской версии). Сын Триопа и Хискиллы, дочери Мирмидона. Возлюбленный Аполлона.
Занесён на Родос (ранее называвшийся Офиуссой) бурей, Форбант и его сестра Парфения выплыли из кораблекрушения к Иалису в месте Схедия, им оказал гостеприимство Тамний. По другому рассказу (в котором его называют сыном Лапифа), скитался по Фессалии в поисках места для поселения. Следуя оракулу Аполлона, родосцы пригласили его к себе. Форбант истребил змей и поселился на Родосе. Версии сходятся в том, что на Родосе он истребил всех змей и дракона. Аполлон испытывал к нему особую привязанность и сделал его созвездием Змееносца. Родосцы совершали ему жертвоприношения, когда их флот отправлялся в плавание. Археологические данные демонстрируют, что на Родосе в микенский период на сосудах часто изображали змей.